# Maison de Radomir Lazović à Toponica
La vieille maison de Radomir Lazović à Toponica (en serbe cyrillique : Стара кућа Радомира Лазовића у Топоници ; en serbe latin : Stara kuća Radomira Lazovića u Toponici) se trouve à Toponica,dans la municipalité de Knić et dans le district de Šumadija, en Serbie. Elle est inscrite sur la liste des monuments culturels protégés de la République de Serbie (identifiant no SK 437).

## Présentation
La maison est l'une des plus anciennes de ce type construites dans la région de la Gruža. Elle est édifiée sur un terrain en pente et est soutenue par un haut mur dans sa partie inférieure ; cette partie abrite un sous-sol. Le toit à quatre pans, en pente douce, est recouvert en tuiles ; il est dominé par deux hautes cheminées. Les fenêtres, de petites dimensions, possèdent des volets en bois. À l'intérieur se trouve une « maison » (en serbe : kuća) avec un foyer et deux pièces.
Dans la cour se trouvent plusieurs bâtiments auxiliaires : un vajat, une laiterie et un koš (séchoir à grains).
La maison offre un témoignage de l'architecture vernaculaire du XIXe siècle.